# BRP General Mariano Alvarez (PS-38)
Le BRP General Mariano Alvarez (PS-38) est un grand patrouilleur de la marine philippine, seule unité de la classe Cyclone de l'US Navy qui portait le nom de USS Cyclone (PC-1) navire de tête de cette classe.
Il a, comme nom de baptême, celui du général Mariano Álvarez (1818-1924), héros de la révolution philippine.

## Histoire
Cette classe Cyclone a été construite pour servir de plate-forme au SEAL, forces spéciales de l'US Navy. Jugée trop grand pour les missions commandos, les unités sont attribuées à d'autres fonctions. L'USS Cyclone (PC-1) est transféré à la garde côtière des États-Unis en 2000 et devient l'USCGC Cyclone (WPC-1) jusqu'en 2004, année où il est revendu aux Philippines dans le cadre d'un programme d'aide militaire pour renforcer la lutte contre le terrorisme.
Sa petite taille, sa construction furtive et sa grande vitesse en fait une unité très performante pour la marine philippine. Il est rebaptisé BRP General Mariano Alvarez (PS-38).

### Note et référence
- (en) Cet article est partiellement ou en totalité issu de l’article de Wikipédia en anglais intitulé « BRP General Mariano Alvarez (PS-38) » (voir la liste des auteurs).